# Gilád
 Gilád (románul:  Ghilad , németül:  Gilad, Kilatt) falu Romániában, a Bánságban, Temes megyében, Gilád község központja. Az első világháborúig Temes vármegye, Csáki járásához tartozott. 2004-ig Csák község része, majd annak várossá válása után önálló község.

## Fekvése
Temes megye déli részén, a Temes folyó árterületén fekszik, Temesvártól 38 kilométer, Dettától 10 kilométer, a szerb határtól 30 kilométer távolságra. A községen áthalad a DJ 959/A út, amely Temesvárt és Dettát köti össze.

## Nevének változásai
1863-ban Gilát alakban fordult elő.

## Gilád település népessége
- 1900-ban 3785 lakosából 2492 volt román, 725 magyar, 480 német és 88 egyéb (48 szerb, 23 szlovák) anyanyelvű; 2217 ortodox, 1197 római katolikus, 329 görögkatolikus, 34 református, 5 izraelita, 3 evangélikus vallású.
- 1992-ben az 1842 lakosából 1360 volt román,  242 magyar, 66 német, és 174 egyéb ( 143 cigány), 1491 ortodox, 315 római katolikus, 9 református, 1 görögkatolikus, 1 evangélikus és 25 egyéb vallású.
- 2002-ben az 1794 lakosából, 1311 volt román, 200 magyar, 52 német, 186 cigány, 28 ukrán, 13 szerb.

## Története
Reiszig Ede így ír a településről  Temes vármegye községei című művében:
„ Gilád, a széphely-bókai vasútvonal mentén fekvő nagyközség. ... A XIII. század elején Gyad alakban fordul elő. II. Endre király 1212-ben Sebes comesnek adta jutalmul. A XVI. század második felében Romi basa erdélyi és marosi románokkal telepítette be. Az 1717. évi kamarai jegyzékben Dolni-Gilád alakban, 100 házzal szerepel. Közelében feküdt a Temes partján Gomi-Gilád, szintén románoktól lakott hely, 80 házzal. Az 1723-25. évi Mercy-féle térképen e szomszédos két Gilád sűrű erdőségek között van feltüntetve. Az 1761. évi hivatalos térképen az egyik Gilád már puszta, de a másik még falu. Mária Terézia királynő alatt a kisebb Gilád lakosságát a nagyobbik faluba költöztették. Ekkor már németek költöztek ide és 1842-ben magyar családok is telepedtek itt le. Az 1856-60 között években is érkeztek ide magyar és német telepesek, leginkább Krassómegyéből. A római katolikus magyar tannyelvű iskola már 1854-ben nyílt meg. „

## Források

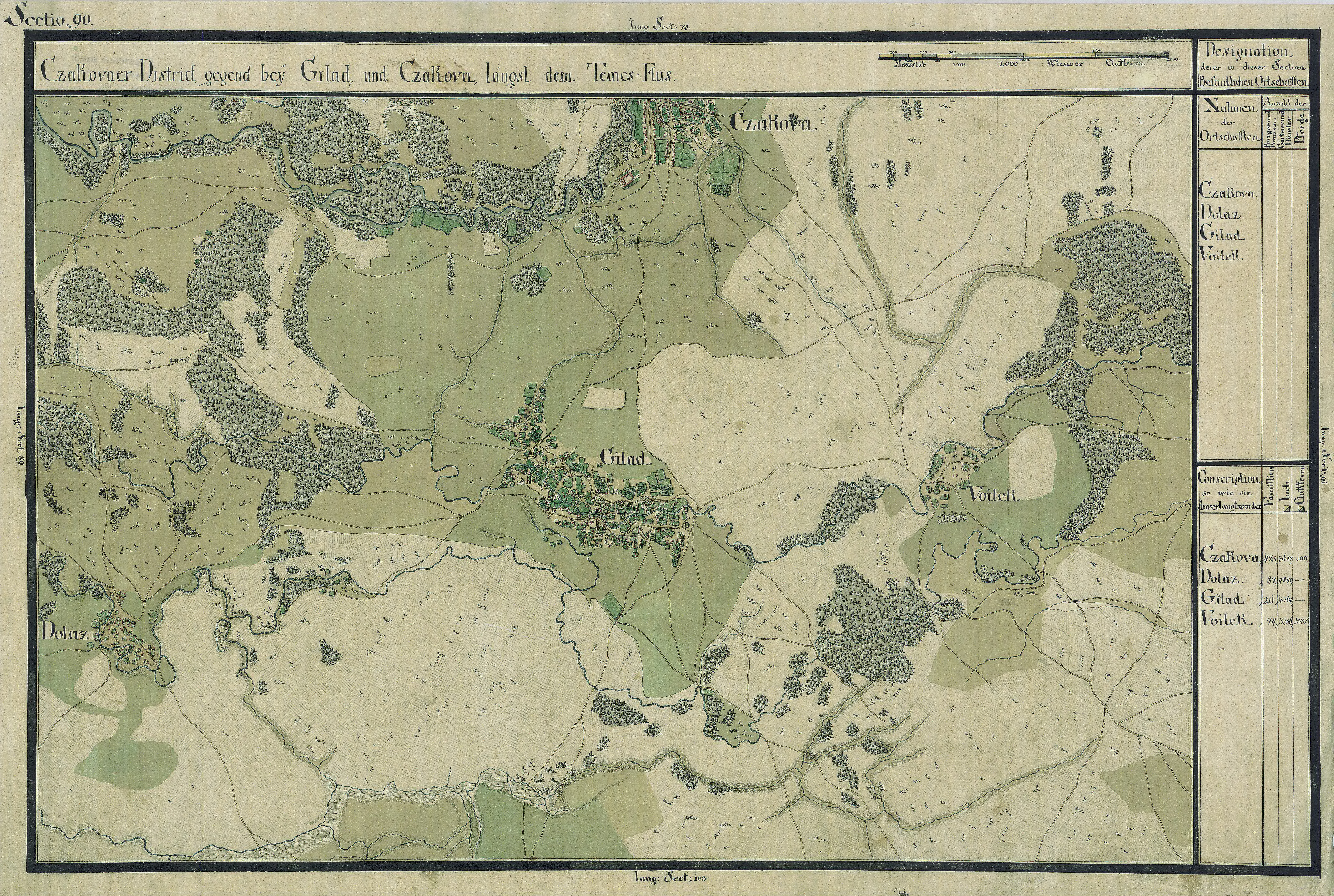
Gilád egy régi katonai fényképen

## Külső hivatkozások
- térkép
- BANATerra